# Pfarrkirche Jungholz

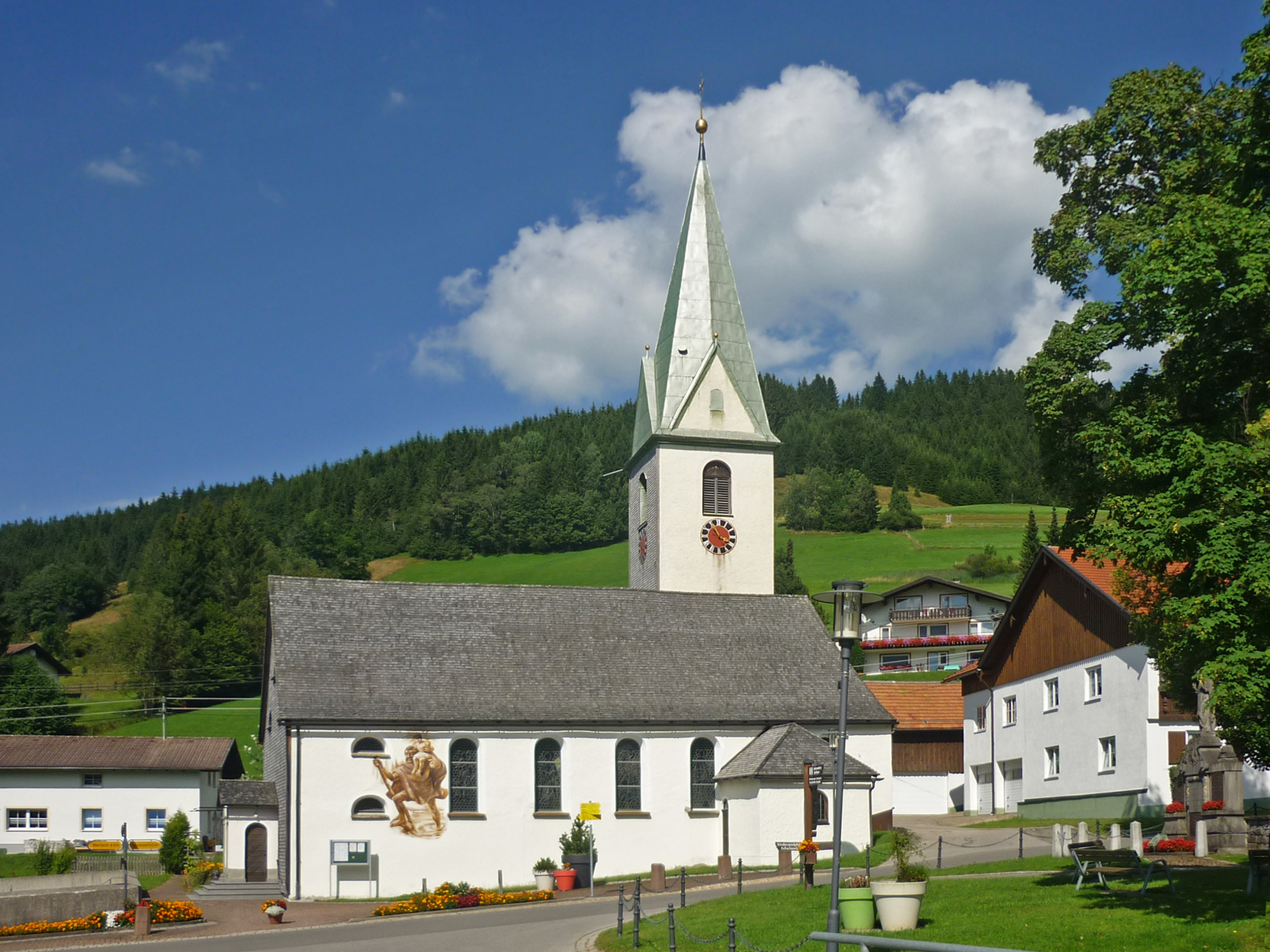
Katholische Pfarrkirche Unsere Liebe Frau Mariä Namen in Jungholz

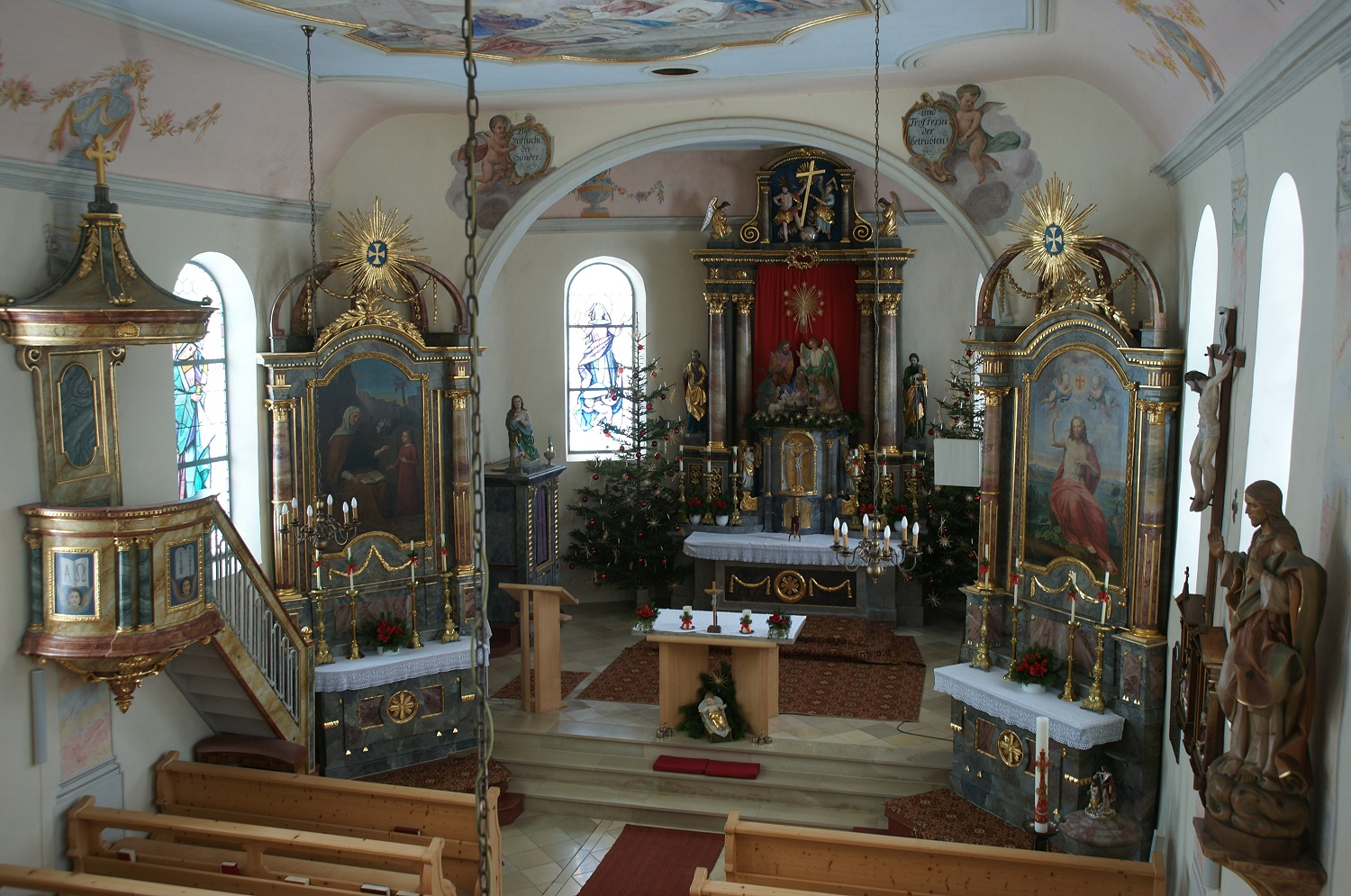
Langhaus, Blick zum Chor

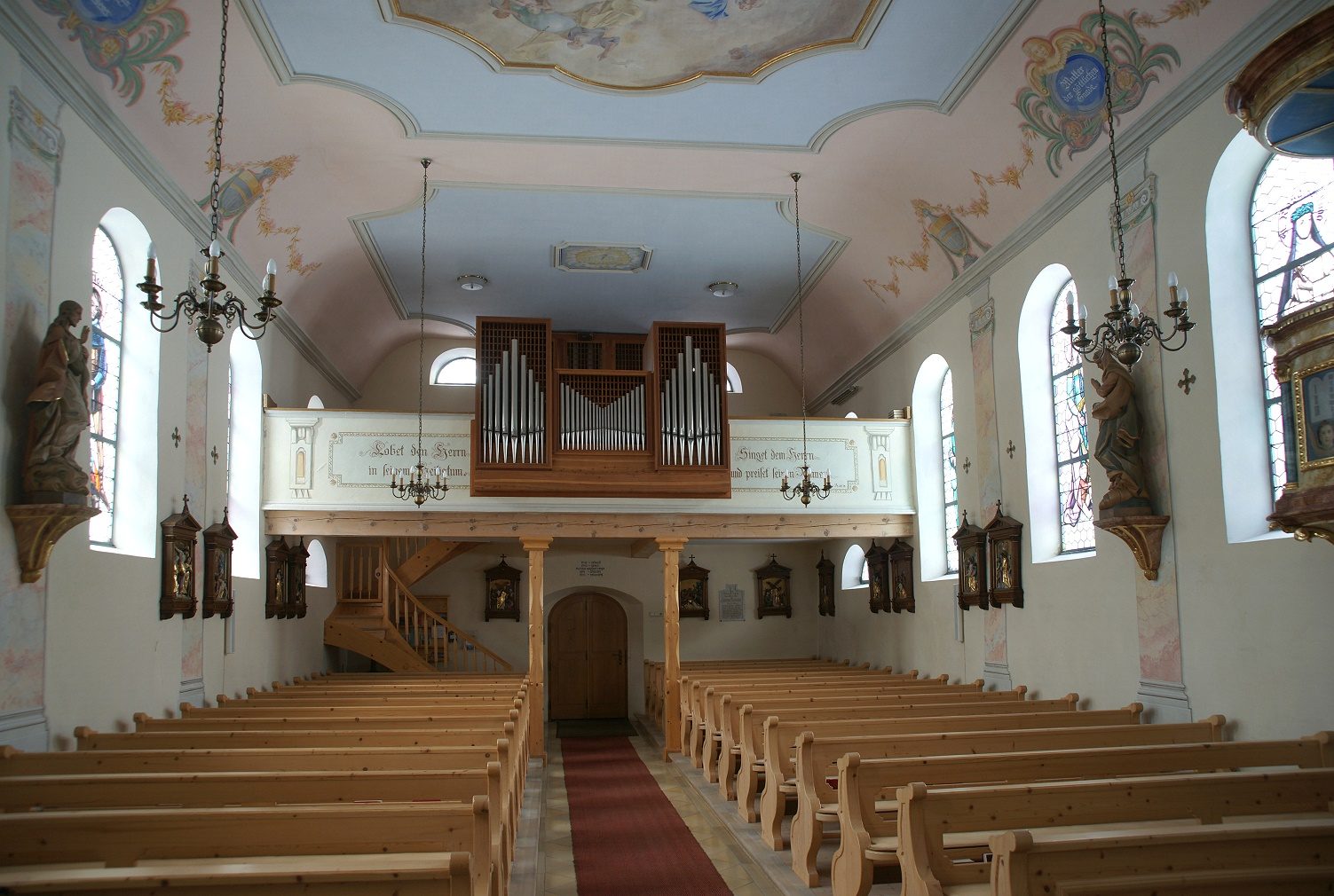
Langhaus, Blick zur Orgelempore

Die Pfarrkirche Jungholz steht mittig in der Gemeinde Jungholz im Bezirk Reutte im österreichischen Bundesland Tirol. Die dem Patrozinium Unsere Liebe Frau Mariä Namen unterstellte römisch-katholische Pfarrkirche gehört zum Dekanat Breitenwang in der Diözese Innsbruck. Die Kirche und der Friedhof stehen unter Denkmalschutz (Listeneintrag).

## Geschichte
Der Ort behörte seit 1332 zu Stams. 1713 wurde ein Priester genannt. 1785 noch eine Kaplanei, wurde die Kirche 1891 zur Pfarrkirche erhoben.
An der Stelle einer Kapelle wurde 1743 eine Kirche erbaut, 1727/28 erhielt der Turm einen Spitzhelm, 1787/88 wurde das Langhaus erweitert, 1887/88 erfolgte eine weitere Vergrößerung.

## Architektur
Der einheitliche barocke Kirchenbau hat einen neugotischen Turm. Im Westen schließt ein Friedhof mit annähernd quadratischen Grundriss an.
Das Kircheninnere zeigt ein Langhaus unter einem Flachgewölbe auf einem Gesims. Der Chorbogen ist eingezogen. Die Fresken schuf Franz Anton Weiß aus Rettenberg 1781, im Chor Maria mit Kind und die vier Erdteile, im Langhaus die gnadenausteilende Madonna mit Jesus, über der Orgel Heiliger Geist. Die Glasmalereien schuf die Tiroler Glasmalereianstalt 1954, im Langhaus die Heiligen Cäcilia, Elisabeth, Rosa von Lima, Magdalena, Hubertus, Florian, Georg und Aloysius, im Chor Maria und Mariä Krönung.

## Ausstattung
Der Hochaltar mit einem Vier-Säulen-Aufbau trägt über einem geraden Gebälk die Skulpturengruppen Dreifaltigkeit aus dem 18. Jahrhundert, er zeigt das Hochaltarbild Maria Immaculata gemalt von Clarenz Lochbichler 1852, die Seitenfiguren der Heiligen Peter und Paul schuf der Bildhauer Ferdinand Stuefesser 1850.